# Mario Fargetta
Get Far é o nome artístico do DJ e produtor musical italiano Mario Fargetta, nascido em Milão, em 19 de julho de 1962.

## Biografia
Mario Fargetta, conhecido como Get Far, iniciou sua carreira em uma rádio milanesa quando tinha 16 anos. Depois de vencer um concurso de DJ em 1980, trabalha por pouco tempo na rádio Super Antenna, de Monza, alternando com a carreira de futebolista. Em 1986, desiste da carreira desportiva para trabalhar na Radio Deejay, a convite do seu amigo Linus. Em 1987, no início da house music, trabalha como misturador musical nos programas de Albertino: Deejay Time e Deejay Parade, programas de culto na década de 90. E, na mesma década, Fargetta atingiu as rádios do mundo inteiro com as músicas: "The Music Is Movin'", "Music" (ambos de 1992), "Your Love" (de 93), "This Time" (de 94) e "Midnight" (de 95).
Em 1998, veio a produzir músicas samples para Maya, a mesma que hoje canta com o DJ israelense Offer Nissim os singles Alone e First Time, tão famosos nas rádios e pistas de dança. Em 2006, quis criar um projeto para sair do anonimato, e brincando com seu próprio nome, deu início ao projeto Get Far.
Atualmente trabalha em dois programas de DJ: Dance Revolution e Disco Ball.

## Músicas

### como Fargetta
- 1992 "Music"
- 1992 "The Music Is Movin'"

### como Get-Far
- 2005 "Music Turns Me On"
- 2006 "Shining Star"
- 2008 "All I Need"
- 2009 "The Radio"
- 2011 "Free (feat. Vaanya Diva)